# Asthénosphère

Structure interne de la Terre.
Couches selon leur composition chimique : 1 = croûte de la Terre, 2 = manteau, 3 = noyau (3a = externe, 3b = interne). Couches selon leurs propriétés mécaniques : 4 = lithosphère, 5 = asthénosphère, 6 = noyau externe, 7 = noyau interne.

Pour un article plus général, voir Structure interne de la Terre.
L'asthénosphère (du grec ἀσθένης (asthénes), sans résistance) est la partie ductile du manteau supérieur terrestre. Elle s'étend de la lithosphère jusqu'au manteau inférieur vers 700 km de profondeur. Les plaques lithosphériques reposent sur l'asthénosphère formée de roche solide, mais moins rigide. 
Ce concept apparaît à la fin des années 1960 avec la révolution de la tectonique des plaques en même temps que le concept de mésosphère. L'asthénosphère est comprise entre la lithosphère et la mésosphère. La profondeur de l'asthénosphère dépend donc directement de l'épaisseur de la lithosphère. Cette dernière varie entre environ 100 km sous les océans (quelques kilomètres au niveau des rifts océaniques) et environ 170 km sous les continents.
La distinction entre ces deux régions se faisant sur des critères de comportement mécanique des roches, le passage d'un domaine à l'autre est souvent défini en utilisant une isotherme. La valeur de cette isotherme suscite le débat dans la communauté scientifique. On pourra trouver 1300 K, soit un peu plus de 1 000 °C, ou 1 350 °C. À cette température la plupart des roches deviennent assez ductiles, ce qui permet aux lithosphères de se déplacer. La partie supérieure de l'asthénosphère est appelée zone à faible vitesse (souvent abrégée LVZ d'après l'anglais Low Velocity Zone).
Sa limite inférieure se situe entre 640 et 700 km, au niveau de la zone intermédiaire qui la sépare du manteau inférieur.
Elle est le siège de déformations plastiques associés à des mécanismes simultanés de glissements de dislocations (discontinuités dans la structure cristalline) et la migration d’ions et de lacunes, un processus nommé fluage par diffusion (en) ou auto-diffusion.
Elle est le siège également d'une convection, mais de nombreux arguments indiquent que cette convection présente une continuité au moins partielle avec la convection du manteau inférieur. On a imaginé que les mouvements de convections de l'asthénosphère étaient la cause du déplacement superficiel des plaques lithosphériques. Les propriétés ductiles de l'asthénosphère, entraînant un découplage mécanique avec la lithosphère, en font néanmoins un mauvais candidat pour cette mise en mouvement. On estime actuellement que le déplacement de la lithosphère et le déplacement de l'asthénosphère sont partie intégrante du système convectif mantellique, et aucun des deux ne saurait être considéré comme la cause de l'autre, si ce n'est à titre subsidiaire.

## Composition
L'asthénosphère est composée de péridotite ductile (malléable) à plus de 1 300 °C à sa limite avec la lithosphère. Plus précisément, elle est composée de trois phases minérales silicatées (55 % d'olivine, 28 % de pyroxène, 17 % de grenat) ainsi, éventuellement, qu’une fraction fondue.
L'asthénosphère permet donc le phénomène de convection (déplacement de matière due à la chaleur).

## Définition sismique

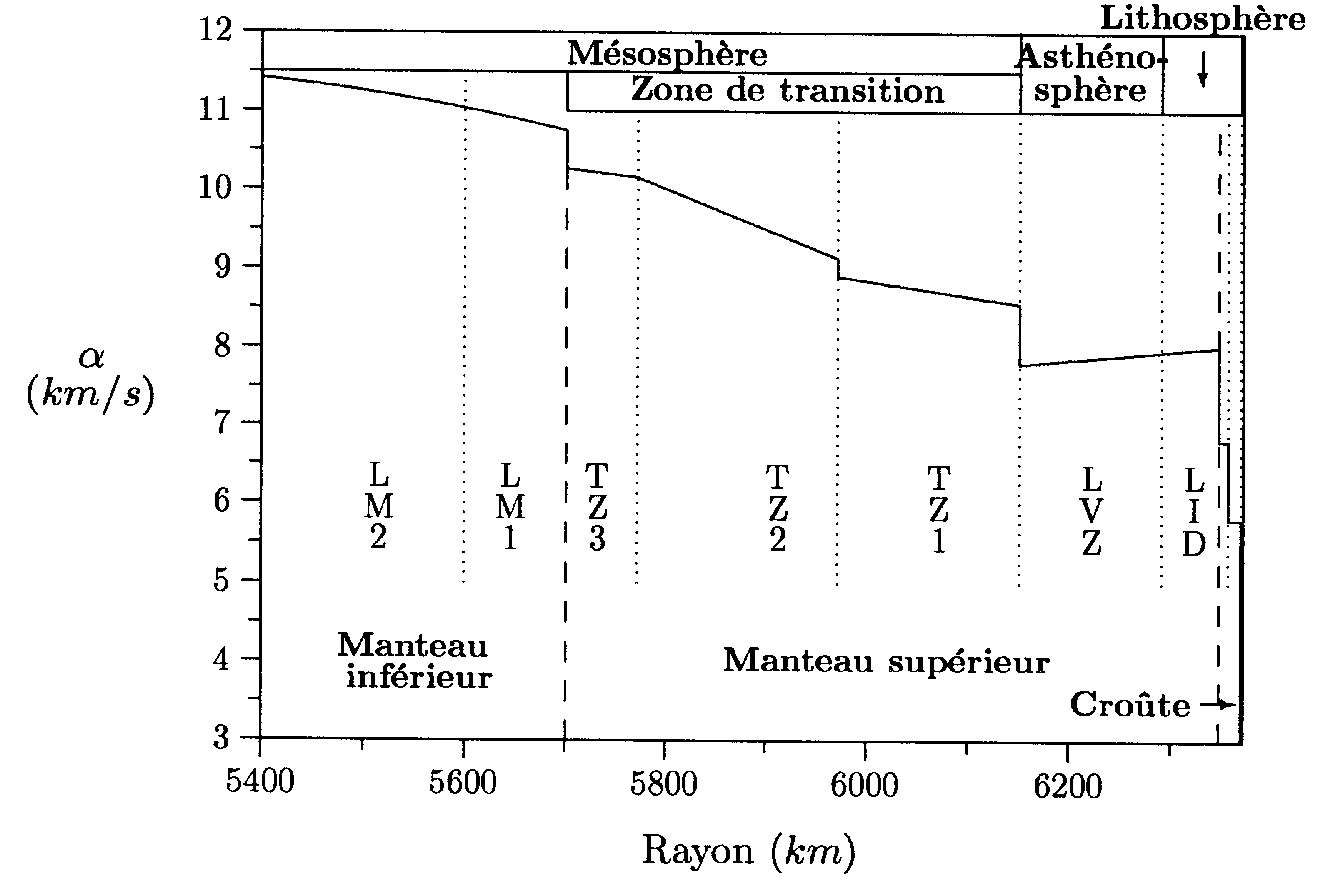
L'asthénosphère dans le cadre du modèle PREM.

- La densité moyenne des roches augmente avec la profondeur pour passer de 3,4 à la limite supérieure de l'asthénosphère (avec la lithosphère) à 4 au niveau de sa limite inférieure (avec le manteau inférieur)..
- La vitesse des ondes sismiques P augmente également avec la profondeur. Elle est de 7,8 km/s au niveau de la lithosphère.
- La vitesse des ondes sismiques S passe de 4 km/s à 5,5 km/s. La vitesse des ondes sismiques dépend de la rigidité : plus la rigidité est importante plus les ondes sont rapides.

## Référence
1. ↑  Pacifique : le manteau terrestre nous livre un nouveau secret
2. ↑  Isaks B., J. Oliver and L. R. Sykes (1992). Seismology and the new global tectonics. J. Geophys. Res., 73, 5855—5899.
3. ↑  DOI 10.1016/j.epsl.2012.01.001
4. ↑  Érosion thermique de la lithosphère
5. ↑  François Savatier, « L'eau ne lubrifie pas le manteau terrestre », sur Pour la Science, 28 juin 2013
6. ↑  Raymond Ferrandes, La chaleur de la terre. De l'origine de la chaleur à l'exploitation des gisements géothermiques, Ademe, 1998, p. 47